# Capparicordis crotonoides
Capparicordis crotonoides är en kaprisväxtart som först beskrevs av Carl Sigismund Kunth, och fick sitt nu gällande namn av Hugh Hellmut Iltis och Cornejo. Capparicordis crotonoides ingår i släktet Capparicordis och familjen kaprisväxter. Inga underarter finns listade i Catalogue of Life.